# Prionotus paralatus
Prionotus paralatus är en fiskart som beskrevs av Ginsburg, 1950. Prionotus paralatus ingår i släktet Prionotus och familjen knotfiskar. Inga underarter finns listade i Catalogue of Life.